# Cachoeira da Moça Loira
A Cachoeira da Moça Loira é uma queda d'água localizada no Parque Nacional da Chapada Diamantina, na cidade brasileira de Mucugê, região central da Bahia. É uma atração turística da cidade, tanto para a contemplação quanto para o banho.
Em 2015 foi atingida por um grande incêndio, que destruiu cerca de 9 000 hectares no interior do Parque Nacional.